# Браннерит
Браннери́т (по фамилии американского геолога Джона Браннера; 1850—1922) — минерал, (U4+, Ca, Th, Y) [(Ti, Fe)2O4] • nH2O. Моноклинный. Метамиктный, сильно радиоактивен. Кристаллы призматические со штриховкой. Цвет чёрный, при изменениях — буровато-желтый. Твёрдость 4,3, удельный вес 5,43. Встречается в гранитах, пегматитах, аплитах, кварцевых жилах, скарнах. Разновидности: абеит, лодочникит.